# Arzberg (Gemeinde Waldbach-Mönichwald)
Arzberg ist eine Ortschaft und eine Katastralgemeinde der Gemeinde Waldbach-Mönichwald im Bezirk Hartberg-Fürstenfeld in Steiermark. Die Ortschaft hat 381 Einwohner (Stand 1. Jänner 2024).

## Geografie
Die Streusiedlung zieht sich von Waldbach nach Norden und besteht aus den Dörfern Moihof und Waldbach (626 m ü. A.), der Rotte Augraben (700 m ü. A.) und der Streusiedlung Kumpfmühltal. Am 1. April 2020 umfasste die Streusiedlung 163 Adressen.

## Geschichte
Laut Adressbuch von Österreich waren im Jahr 1938 in Arzberg ein Arzt, ein Verkehrsunternehmer, ein Bäcker, ein Friseur, zwei Gastwirte, drei Gemischtwarenhändler, ein Holzhändler, zwei Holzwarenerzeuger, ein Lederhändler, ein Maurermeister, drei Sägewerke, ein Schmied, zwei Schneiderinnen, fünf Schuster, eine Sparkasse, zwei Tischler, zwei Wagner, ein Zimmermeister und mehrere Landwirte ansässig.

## Siedlungsentwicklung
Zum Jahreswechsel 1979/1980 befanden sich in der Katastralgemeinde Arzberg insgesamt 132 Bauflächen mit 39.515 m² und 90 Gärten auf 77.405 m², 1989/1990 gab es 133 Bauflächen. 1999/2000 war die Zahl der Bauflächen auf 376 angewachsen und 2009/2010 bestanden 203 Gebäude auf 399 Bauflächen.

## Bodennutzung
Die Katastralgemeinde ist land- und forstwirtschaftlich geprägt. 190 Hektar wurden zum Jahreswechsel 1979/1980 landwirtschaftlich genutzt und 270 Hektar waren forstwirtschaftlich geführte Waldflächen. 1999/2000 wurde auf 150 Hektar Landwirtschaft betrieben und 297 Hektar waren als forstwirtschaftlich genutzte Flächen ausgewiesen. Ende 2018 waren 137 Hektar als landwirtschaftliche Flächen genutzt und Forstwirtschaft wurde auf 294 Hektar betrieben. Die durchschnittliche Bodenklimazahl von Arzberg beträgt 21,8 (Stand 2010).